# París-Niza 1936
La París-Niza 1936 fue la cuarta edición de la París-Niza, que se disputó entre el 17 y el 23 de marzo de 1936. La carrera fue ganada por el francés Maurice Archambaud, del equipo Mercier-Hutchinson, por delante de Jean Fontenay (Helyett-Hutchinson) y de Alfons Deloor (Colin-Wolber).
En esta edición, el primero y segundo de cada etapa bonifican un minuto y treinta segundos respectivamente. Hay también bonificaciones a las cumbres de los puertos de de la République y de la Turbie siempre que el corredor en cuestión lo haga en solitario. También se permite el cambio de rueda entre corredores del mismo equipo. Los corredores con más de 45 minutos perdidos respecto al líder en Saint-Étienne y más de una hora en Marsella son eliminados de la prueba.

## Participantes
En esta edición de la París-Niza  tomaron parte 99 corredores. 32 lo hacían de forma individual y los otros 67 dentro de los equipos Helyett-Hutchinson, Alcyon-Dunlop, Dilecta, Mercier-Hutchinson, Delangle-Wolber, Urago, Colin-Wolber, Tendil. La prueba la acabaron 33 corredores.

## Resultados de las etapas
| Etapas    | Fecha       | Recorrido             | Km     | Vencedor de etapa  | Líder de la general |
| --------- | ----------- | --------------------- | ------ | ------------------ | ------------------- |
| 1.ª etapa | 17 de marzo | París-Nevers          | 219 km | Félicien Vervaecke | Félicien Vervaecke  |
| 2.ª etapa | 18 de marzo | Nevers-Saint-Étienne  | 250 km | Maurice Archambaud | Marcel Kint         |
| 3.ª etapa | 19 de marzo | Saint-Étienne-Aviñón  | 215 km | Gustave Danneels   | Félicien Vervaecke  |
| 4.ª etapa | 20 de marzo | Aviñón-Marsella       | 205 km | Léon Louyet        | Félicien Vervaecke  |
| 5.ª etapa | 21 de marzo | Marsella-Toulon (CRE) | 71 km  | Jean Fontenay      | Jean Fontenay       |
| 6.ª etapa | 22 de marzo | Toulon-Cannes         | 125 km | Gustave Danneels   | Félicien Vervaecke  |
| 7.ª etapa | 23 de marzo | Cannes-Niza           | 135 km | Pierre Cogan       | Maurice Archambaud  |

## Etapas

### 1.ª etapa
17-03-1936. París-Nevers, 219 km.
Salida neutralizada: Hall del Petit journal, situado en la calle Lafayette de París. Salida real: Carrefour de la Belle Épine de Villejeuf.
|   | Ciclista           | Equipo             | Tiempo     |
| - | ------------------ | ------------------ | ---------- |
| 1 | Félicien Vervaecke | Alcyon-Dunlop      | 5h 45' 10" |
| 2 | Marcel Kint        | Mercier-Hutchinson | m. t.      |
| 3 | Alfons Deloor      | Colin-Wolber       | + 31"      |

### 2.ª etapa
18-03-1936. Nevers-Saint-Étienne, 250 km.
Abandonan 8 corredores y son eliminados otros 25.
|   | Ciclista           | Equipo             | Tiempo     |
| - | ------------------ | ------------------ | ---------- |
| 1 | Maurice Archambaud | Mercier-Hutchinson | 7h 44' 47" |
| 2 | Leo Amberg         | Colin-Wolber       | + 1' 14"   |
| 3 | Marcel Kint        | Mercier-Hutchinson | +1' 33"    |

### 3.ª etapa
19-03-1936. Saint-Étienne-Aviñón, 215 km.
|   | Ciclista         | Equipo        | Tiempo     |
| - | ---------------- | ------------- | ---------- |
| 1 | Gustave Danneels | Alcyon-Dunlop | 6h 52' 31" |
| 2 | René Le Grevès   | Alcyon-Dunlop | m. t.      |
| 3 | Jules Rossi      | Alcyon-Dunlop | m. t.      |

### 4.ª etapa
20-03-1936. Aviñón-Marsella, 205 km.
|   | Ciclista         | Equipo          | Tiempo     |
| - | ---------------- | --------------- | ---------- |
| 1 | Léon Louyet      | Delangle-Wolber | 5h 37' 58" |
| 2 | Eloi Meulenberg  | Individual      | m. t.      |
| 3 | Gustave Danneels | Alcyon-Dunlop   | m. t."     |

### 5.ªetapa
21-03-1936. Marsella-Toulon, 71 km. (CRE)
|   | Ciclista      | Equipo             | Tiempo     |
| - | ------------- | ------------------ | ---------- |
| 1 | Jean Fontenay | Helyett-Hutchinson | 1h 57' 56" |
| 2 | Raoul Lesueur | Helyett-Hutchinson | m. t.      |
| 3 | Henri Puppo   | Helyett-Hutchinson | m. t.      |

### 6.ª etapa
22-03-1936. Toulon-Cannes, 125 km.
El líder Fontenay es sancionado con dos minutos al ser empujado por sus compañeros de equipo Vietto y Lesueur durante la subida de La Turbie. Archambaud pincha a 2 km de meta cuando tenía asegurada la victoria de etapa.
|   | Ciclista         | Equipo          | Tiempo     |
| - | ---------------- | --------------- | ---------- |
| 1 | Gustave Danneels | Alcyon-Dunlop   | 3h 56' 58" |
| 2 | René Le Grevès   | Alcyon-Dunlop   | m. t.      |
| 3 | Léon Louyet      | Delangle-Wolber | m. t.      |

### 7.ª etapa
23-03-1936. Cannes-Niza, 135 km.
Llegada situada al Muelle de los Estados Unidos. Los corredores dirigidos por Francis Pélissier consigue las tres primeras plazas de la etapa y la general a la aprovechar tres punzadas del líder Félicien Vervaecke.
|   | Ciclista           | Equipo             | Tiempo     |
| - | ------------------ | ------------------ | ---------- |
| 1 | Pierre Cogan       | Mercier-Hutchinson | 3h 52' 57" |
| 2 | Maurice Archambaud | Mercier-Hutchinson | m. t.      |
| 3 | Marcel Kint        | Mercier-Hutchinson | m. t.      |

## Clasificaciones general
|    | Ciclista           | Equipo             | Tiempo      |
| -- | ------------------ | ------------------ | ----------- |
| 1  | Maurice Archambaud | Mercier-Hutchinson | 36h 26' 41" |
| 2  | Jean Fontenay      | Helyett-Hutchinson | + 3' 11"    |
| 3  | Alfons Deloor      | Colin-Wolber       | + 10' 26"   |
| 4  | Marcel Kint        | Mercier-Hutchinson | + 10' 45"   |
| 5  | Félicien Vervaecke | Alcyon-Dunlop      | + 14' 01"   |
| 6  | Raoul Lesueur      | Helyett-Hutchinson | + 16' 11"   |
| 7  | Paul Egli          | Colin-Wolber       | + 17' 44"   |
| 8  | Gustave Deloor     | Colin-Wolber       | + 24' 01"   |
| 9  | Antoine Dignef     | Colin-Wolber       | + 25' 28"   |
| 10 | François Gardier   | Colin-Wolber       | + 27' 28"   |